# Обърн Хилс
Обърн Хилс (на английски: Auburn Hills) е град в окръг Окланд на щата Мичиган в САЩ. Оценката за броя на населението от 2012 г. показва, че броят му е 21614 души.
В Обърн Хилс се намират: управленията на FCA US (бивша Chrysler) и на BorgWarner Inc., музеят на Уолтър П. Крайслър (на английски: Walter P. Chrysler Museum), търговският център Great Lakes Crossing, спортно-развлекателният комплекс The Palace of Auburn Hills, в който играе тимът от Националната баскетболна асоциация „Детройт Пистънс“.